# Thomas Tshikaya
Thomas Tshikaya (Burdeos, Francia, 16 de junio de 1992) es un jugador de baloncesto francés. Mide 2,01 metros y juega de ala-pívot y su actual equipo es el GET Vosges de la Nationale Masculine 1 de Francia. Es internacional con la Selección de baloncesto de Canadá.

## Carrera deportiva
Formado en la Angelo State Rams de la NCAA D2 jugaría durante dos temporadas de 2015 a 2017, promediando su último año 10 puntos, 8 rebotes y 1 tapón. Tras acabar su formación universitaria en 2017, comenzaría su carrera profesional en la Basketligan en las filas de KFUM Nassjo Basket con el que jugaría 21 partidos en la temporada 2017-2018. 
Durante la temporada 2018-2019 se marcha a Alemania para jugar en las filas del Giessen 46ers de la Pro A (segunda división alemana), donde promedió 10 puntos y 5 rebotes en 19 minutos de juego.
En agosto de 2019, llega a Espara para firmar por el Club Ourense Baloncesto de la Liga LEB Oro.
En verano de 2020, regresa a Francia para jugar en las filas del GET Vosges de la Nationale Masculine 1.